# 卡塔赫納主教座堂

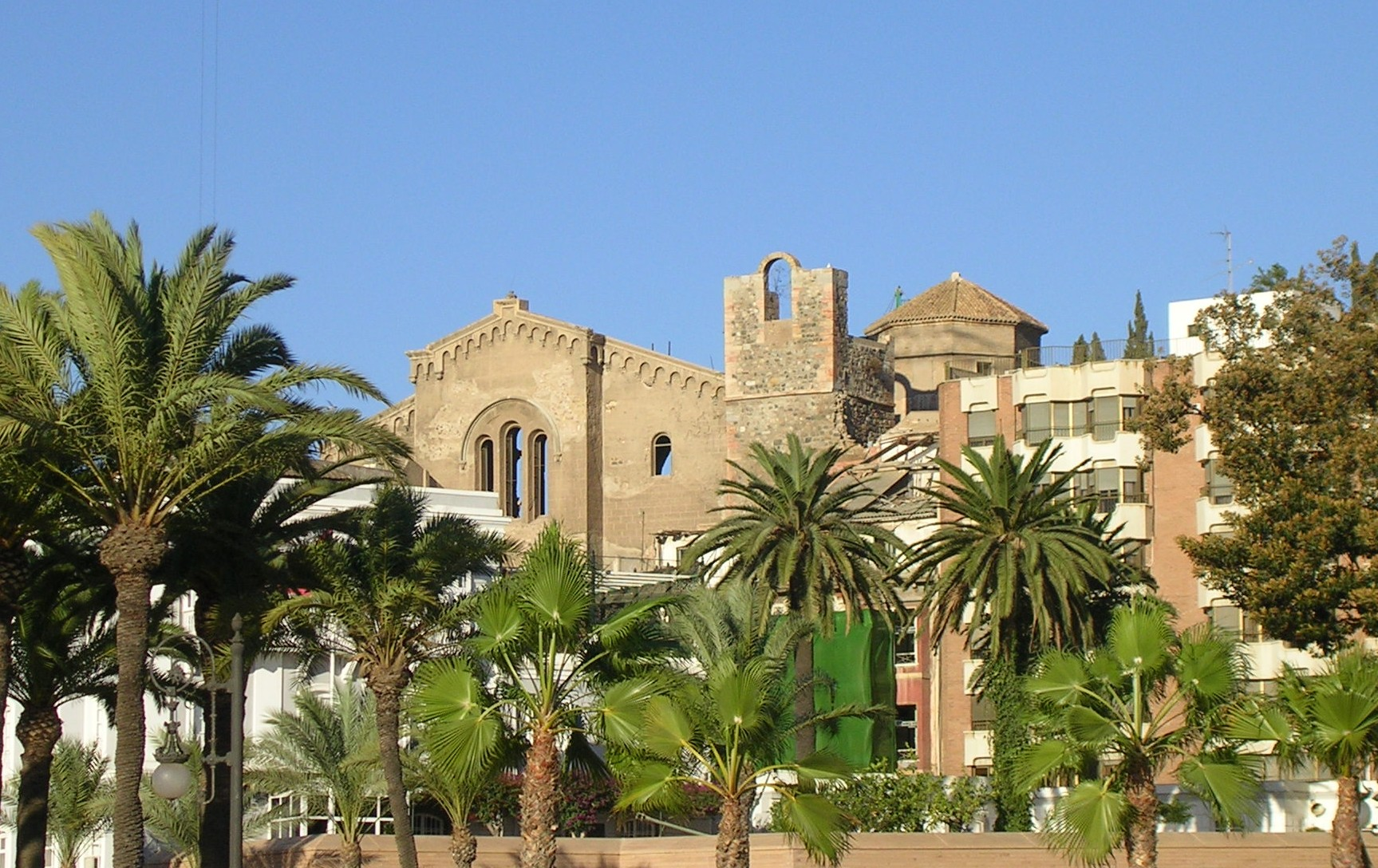
卡塔赫納主教座堂

卡塔赫納主教座堂（Cartagena Cathedral）是位於西班牙城市卡塔赫納的一座羅馬天主教的主教座堂。卡塔赫納主教座堂也是天主教卡塔赫納教區的主教座堂。在西班牙內戰期間，卡塔赫納主教座堂曾被炸毀。